# Kuniaki Shibata
Kuniaki Shibata (柴田 国明, Shibata Kuniaki) est un boxeur japonais né le 29 mars 1947 à Hitachi.

## Carrière
Champion du Japon puis champion du monde WBC des poids plumes entre 1970 et 1972, il devient également champion du monde des super-plumes WBA le 12 mars 1973 et WBC le 28 février 1974 après sa victoire contre Ricardo Arredondo. Shibata met un terme à sa carrière en 1977 sur un bilan de 47 victoires, 6 défaites et 3 matchs nuls.